# Драго Алексиев
Драго Василев Алексиев е български актьор.

## Биография
Роден е в София на 3 септември 1898 г. Актьор е в драматичните театри в Бургас, Хасково, Плевен и Русе. Играе на сцените на Камерен театър и Нов драматичен театър.
Умира в Долна Баня на 3 март 1928 г.

## Роли
По-значимите театрални роли, които играе Драго Алексиев, са:
- Роберт – „Чест“ на Херман Зудерман;
- Феликс – „Съпругът на госпожицата“ на Габриел Дрегели;
- Юст – „Глупакът“ от Лудвиг Фулда.[1]